# Balise routière de barrage en France

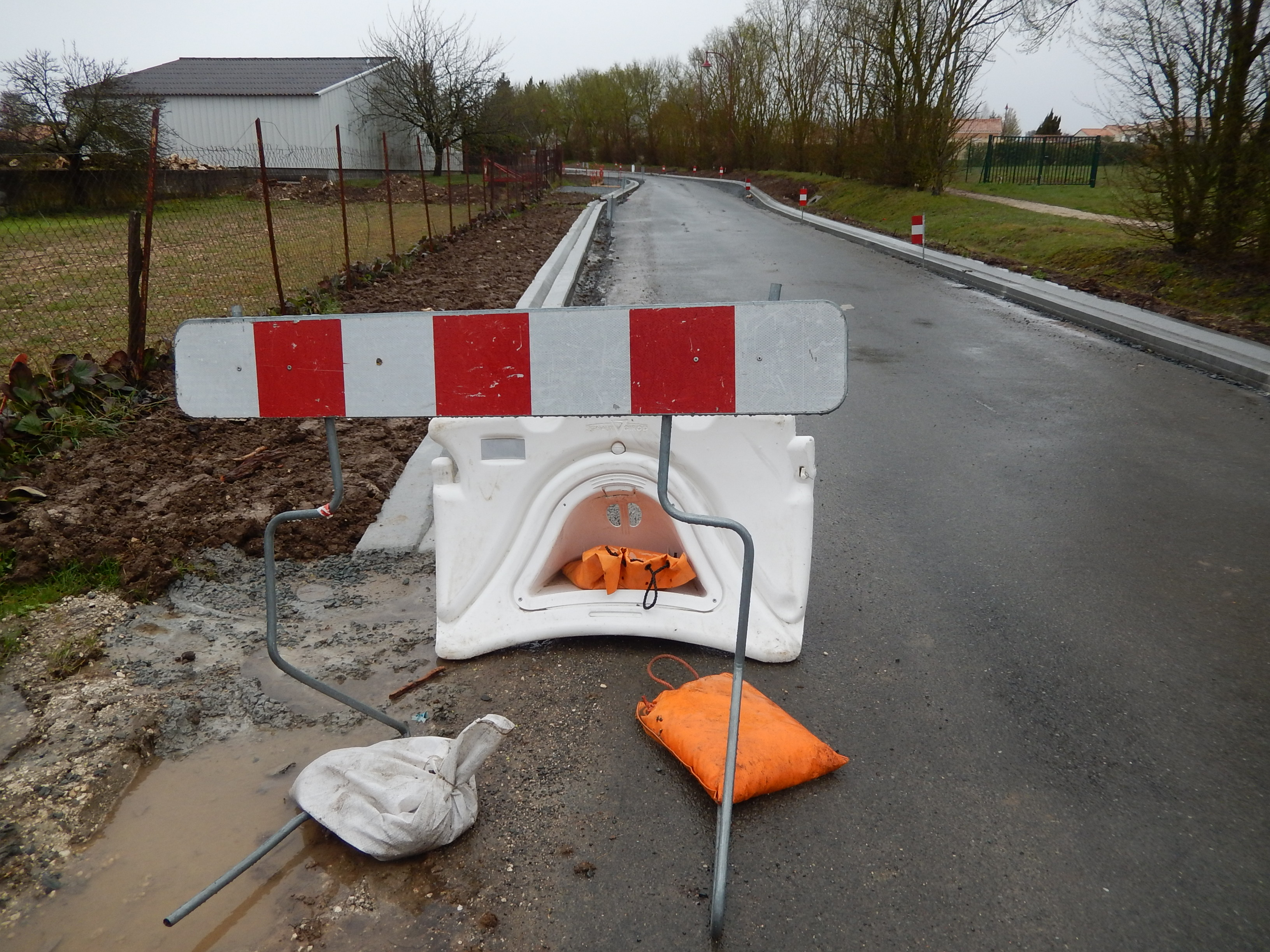
Le recto d'une balise K2, reconnaissable à son alternance de bandes rouges et blanches…

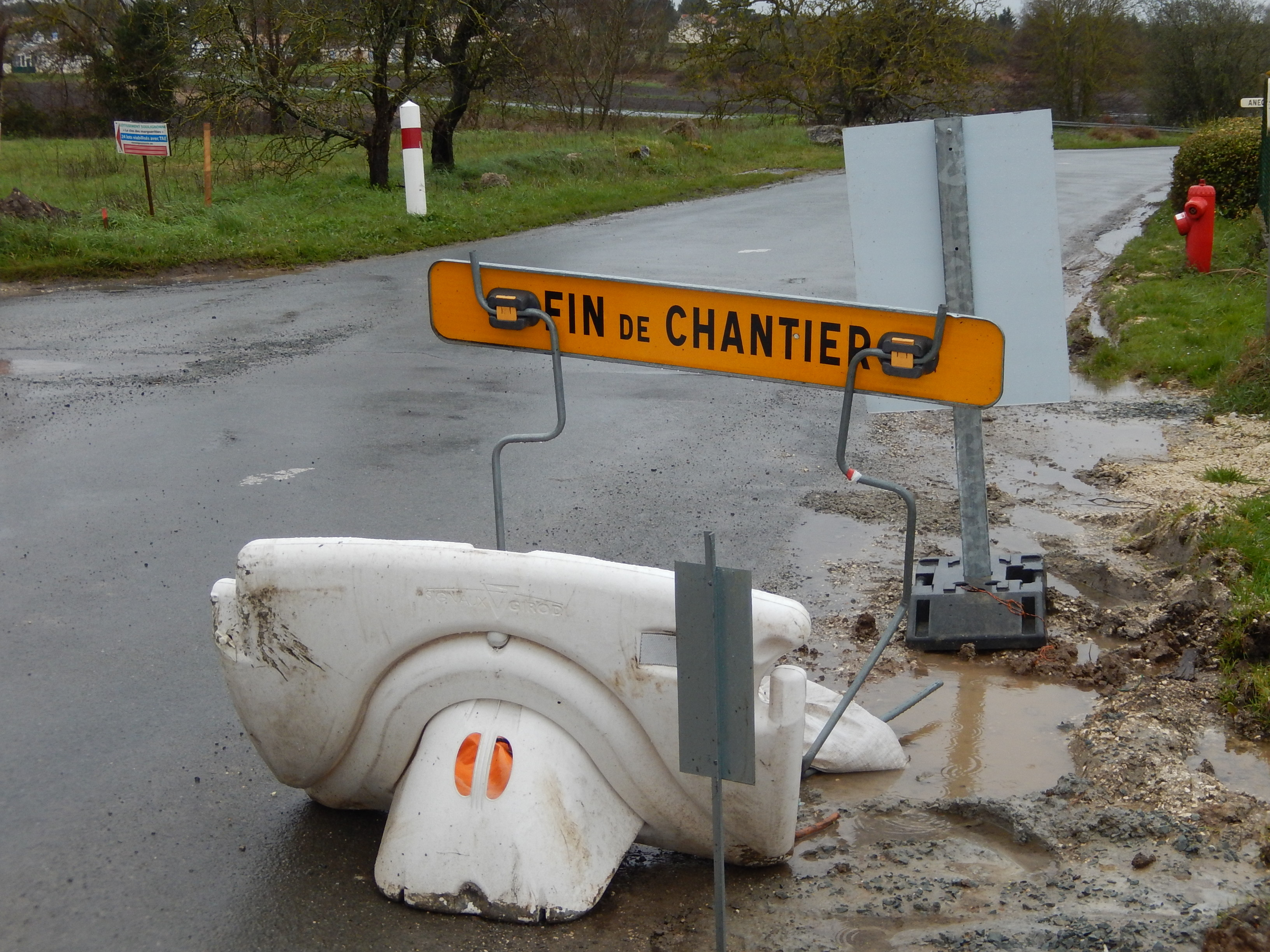
…et le verso portant l'inscription « Fin de chantier ».

La balise routière de barrage est une balise routière, codée K2 en France. C'est un panneau temporaire signalisant la position de travaux ou de tout autre obstacle à caractère temporaire.
La balise K2 se distingue par sa forme rectangulaire allongée et horizontale. Elle comporte quatre bandes verticales blanches et trois bandes verticales rouges, disposées en alternance, et sert à indiquer à l'usager de la route le début d'une zone de chantier ou la présence d'un obstacle. Elles peuvent aussi être employées en complément d'une signalisation de route barrée.
Le verso de la balise peut posséder un fond jaune, portant la mention « fin de chantier » en noir ; la balise ainsi positionnée sert alors à indiquer à l'usager de la route la fin de la zone de chantier ou d'obstacle.
La balise K2 peut être posée seule ou en plusieurs exemplaires.
L'instruction interministérielle sur la signalisation routière prévoit quatre tailles possibles pour la balise K2 :
| Taille            | Hauteur | Largeur  |
| ----------------- | ------- | -------- |
| Petite gamme      | 200 mm  | 1 400 mm |
| Gamme normale     | 250 mm  | 1 750 mm |
| Grande gamme      | 350 mm  | 2 450 mm |
| Très grande gamme | 400 mm  | 2 800 mm |